# Piede acro

Il volume di un acro-piede (non disegnato in scala)

Il piede acro (in inglese acre-foot, simbolo ac ft) è un'unità di misura di volume usata comunemente negli Stati Uniti con riferimento a risorse idriche su vasta scala, come bacini, acquedotti, canali, capacità di flusso fognario, acqua d'irrigazione, e flussi fluviali.

## Definizioni
Come suggerisce il nome, un piede acro si definisce come il volume della superficie di un acro per la profondità di un piede.
Poiché un acro è definito come una catena per un furlong (cioè 66 ft × 660 ft o 20,12 m × 201,17 m), un piede acro è 43 560 piedi cubi (1 233 m³).
Ci sono due definizioni di piede acro (che differiscono di circa lo 0,0006%), secondo se il "piede" usato è un "piede internazionale" o un "piede agrimensorio statunitense" (U.S. survey foot).
| 1 piede acro                           | = 43.560 piedi cubici = 75.271.680 cu in       |
| 1 piede acro internazionale            | = 43.560 piedi cubici internazionali           |
|                                        | ≈ 1.233,48183754752 m3                         |
|                                        | ≈ 271 328,072596 imp gal                       |
|                                        | ≈ 325 851 3⁄7 US gal                           |
| 1 piede acro agrimensorio statunitense | = 43.560 piedi cubici agrimensori statunitensi |
|                                        | ≈ 1233.4892384681 m3                           |
|                                        | ≈ 271 329,700571 imp gal                       |
|                                        | ≈ 325 853,383688 US gal                        |

## Applicazione
Come regola del pollice nella gestione idrica statunitense, si prende un piede acro come l'uso idrico pianificato di un'unità familiare suburbana, annualmente. In alcune aree del Sudovest desertico, dove la conservazione dell'acqua è seguita e spesso imposta, una famiglia tipica usa soltanto circa 0,25 piedi acro all'anno. Un piede acro/anno corrisponde approssimativamente a 893 galloni (3,38 m³) al giorno.
Il piede acro (o più specificamente l'unità di piede acro all'anno) è stata usata storicamente negli Stati Uniti in molti accordi per la gestione delle acque, ad esempio il Colorado River Compact, che divide 15 milioni di piedi acro (MPA) all'anno (586 m³/s) tra sette stati degli Stati Uniti occidentali.
Altrove nel mondo, dove si usa comunemente il sistema metrico, i volumi dell'acqua possono espressi o in metri cubi (come nelle velocità di flusso in metri cubi/secondo, abbreviato in m³/s o ancora, in inglese, in "cumecs" [da cubic metres/second]) oppure, per i volumi relativi all'uso, all'immagazzinamento o all'irrigazione dell'acqua, in chilolitri (kL = 1 metro cubo), megalitri (ML = 1.000 metri cubi) o gigalitri (GL = 1.000.000 di metri cubi). Un piede acro è equivalente approssimativamente a 1,233 megalitri e 1.233 chilolitri.

### Annotazioni
1. ↑  Questa conversione assume che il piede internazionale sia usato per definire il gallone statunitense e il piede agrimensorio statunitense per definire il piede acro. Se si usa lo stesso piede per entrambi, il risultato è la cifra di 325 851 3⁄7 U.S. gal ottenuta precedentemente.

### Fonti
1. ↑   NM OSE Glossary, su ose.state.nm.us. URL consultato il 15 marzo 2014 (archiviato dall'url originale il 14 novembre 2005).
2. ↑  Lo stato del Montana assume 1,0 piedi acro all'anno per una famiglia di cinque persone. Vedi  Water Rights Bureau e state of Montana, Form No. 627 R8/03 Notice of Water Right (PDF), su dnrc.mt.gov, 13 aprile 2004. URL consultato il 30 gennaio 2008 (archiviato dall'url originale il 25 gennaio 2008).
3. ↑  Il tasso di Santa Fe (Nuovo Messico) è in media 0,25 piedi acro per anno per famiglia. Vedi  Planning Division, Planning & Land Use Department, City of Santa Fe, New Mexico, Water Use in Santa Fe: A survey of residential and commercial water use in the Santa Fe urban area (PDF), su santafenm.gov, febbraio 2001. URL consultato il 30 gennaio 2008 (archiviato dall'url originale il 22 luglio 2012).